# Laura Albert
Laura Victoria Albert, född 2 november 1965 i Brooklyn i New York, är en amerikansk författare. 
I oktober 2005 meddelade tidskriften New York, i en artikel skriven av Stephen Beachy, att den påstådde författaren JT LeRoy i själva verket var Laura Albert.

## Biografi
Laura Albert började tidigt skriva inspirerad av rockmusik, droger och uteliv i Brooklyn Heights. Hennes mamma Carolyn skrev dramatik och Laura Albert märkte tidigt att hon själv var en duktig imitatör. Hon började roa sig med att uppfinna alternativa identiteter som t.ex. den svenska skolflickan Katrin, som var inackorderad hos familjen Albert. Laura Albert kom också i kontakt med ungdomspsykiatrin, deltog i gruppterapi och kontaktade olika stödgrupper. Det var där och då som JT LeRoy började ta form.
1989 flyttade Laura Albert till San Francisco där hon träffade sin blivande man, Geoffrey Knoop, tillsammans bildade de bandet Daddy Don't Go. Hon fick jobb på Web Magazine, skrev recensioner om musik, den växande marknaden av pornografi på nätet  och sålde telefonsex. Hon imiterade och hittade på exotiska karaktärer och ibland flöt JT LeRoy upp. Av en slump kom JT i kontakt med psykiatern Terrence Owens. Den uppdiktade femtonåringen JT:s historia växte i omfattning och innehåll. 1997 publicerades hans första novell Baby Doll i magasinet Nerve. Ett par år senare kom romanen Sarah (på svenska 2001) som inledde en lysande karriär för författaren JT LeRoy. The Heart Is Deceitful Above All Things kom ut 2001, på svenska Hjärtat är bedrägligast av allt (2004) och Harold's End (2004). JT LeRoy uppträdde på internationella bokturnéer gestaltad av Savannah Knoop, åtföljd av sin impressario Speedie, spelad av Laura Albert.
2005 avslöjade journalisten Stephen Beachy i New York Magazine att JT Leroy var en författarpseudonym skapad av Laura Albert. Avslöjandet väckte enorm ilska, både i medier och bland dem som trott sig lärt känna JT LeRoy. Hon dömdes av en domstol i New York att betala 350 000 dollar i skadestånd till det filmbolag som hade köpt rättigheterna till romanen Sarah.
Laura Albert publicerar sig idag i olika tidskrifter och annan media.